# Циммерман, Август Альберт

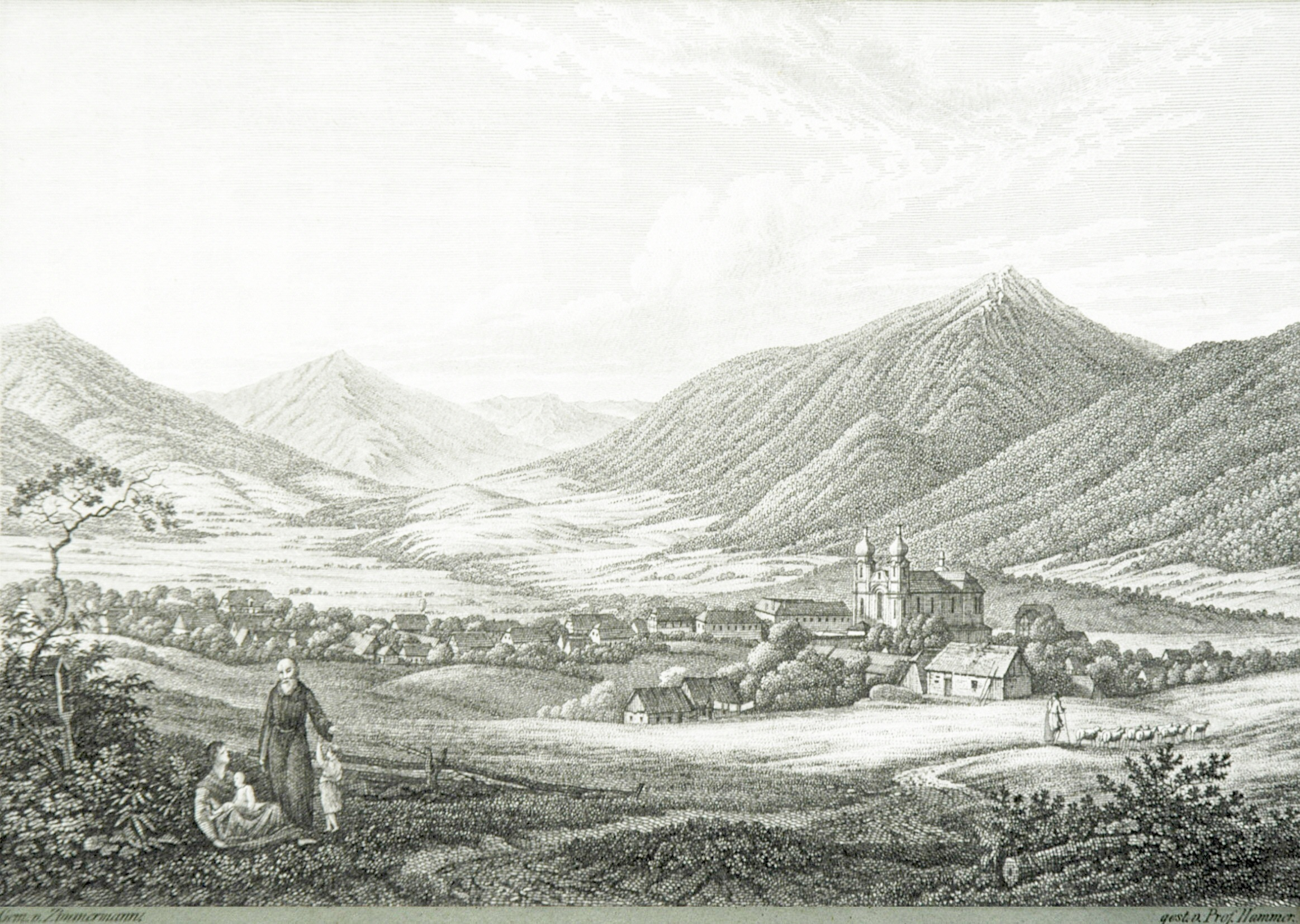
А.Циммерман Хейндорф в Богемии с церковью Страстей Богоматери и францисканским монастырём

Август Альберт Циммерман (нем. August Albert Zimmermann, род. 20 сентября 1808 г. Циттау — ум. 18 октября 1888 г. Мюнхен) — немецкий художник. Старший из братьев-художников Макса, Роберта и Рихарда Циммерманов.

## Жизнь и творчество
А.Циммерман до 21-летнего возраста самостоятельно учился пейзажной живописи. Затем он обучался в дрезденской Высшей школе изобразительного искусства и, с 1831 года, в мюнхенской Академии. В Мюнхене художник создаёт популярную среди местных жителей школу пейзажной живописи. С 1857 года А.Циммерман — профессор живописи в миланской Академии художеств (Accademia di Belle Arti di Brera), куда за ним последовал и любимый ученик — Адальберт Вааген. В 1859/1860 годах художник приезжает в Вену, где преподаёт до 1872 года в венской Академии изобразительного искусства. С 1880 года А.Циммериан живёт в Зальцбурге, с 1884/1885 — в Мюнхене. Среди его учеников — пейзажистка Э. Медиц-Пеликан.
А.Циммерман был крупным представителем героико-исторической пейзажной живописи. Выбирал сюжеты для своих полотен как правило среди горной местности, часто с использованием событий из библейской истории. Позднее создавал поэтические картины идиллической природы. В начальный период творчества в работах А.Циммермана чувствуется влияние таких мастеров, как Йозеф Антон Кох и Бонавентура Дженелли.

## Избранные полотна
- Горный ландшафт с водопадом ([Мюнхенская Пинакотека)
- Скальный пейзаж со схваткой кентавра с тиграми (Мюнхенская Пинакотека)
- Фауст и Мефистофель перед судом (Государственный музей, Штутгарт)
- Озеро Оберзе у Берхтесгадена (Государарственный музей, Штутгарт)
- В Альпах (Городской музей, Франкфурт-на-Майне)
- Борьба кентавра со львом (Музей изобразительных искусств, Лейпциг)
- Утонувший пастух (Государственный музей, Штутгарт)
- На закате, (Галерея венской Академии художеств)
- Озеро Лугано (Галерея венской Академии художеств)
- Вспашка поля (Галерея Новый Мастер, Дрезден)